# 데일 카네기 자기관리론
데일 카네기 자기관리론(How to Stop Worrying and Start Living)은 데일 카네기의 저서이다.

## 목차
1. 걱정에 관해 알아야 할 기본적인 사실 : 그날 하루에 집중하는 삶을 살아라, 어제와 내일을 잊어버리고, 잠자기 전까지 그 날의 삶을 살아라. 윌리스 H. 캐리어의 법칙을 사용하여 문제를 해결하라 ( a. 만일 문제를 해결할 수 없을 경우를 대비하여 최악의 상태에 대하여 생각하라. b. 필요한 경우, 최악의 경우에 정신적으로 대비하라. c. 최악의 결과를 보다 더 증진하는 데, 신중하게 대처하라.), 당신의 건강에 관하여 걱정에 대해 엄청난 비용을 지불한다는 것을 기억하라.
2. 걱정을 분석하는 기본 기술: 모든 사실들을 수집하라, 모든 사실들의 경중을 알아본 뒤, 결정하라, 결정을 한 뒤에는 그 결과에 대하여 두려워 하지 말고, 행동하라, 다음과 같은 질문을 던져라. ( 무엇이 문제인가?, 문제의 원인은 무엇인가?  가능한 해결방법은 무엇인가?, 가장 최선의 해결책은 무엇인가? )
3. 걱정하는 습관을 없애는 방법
4. 평안과 행복을 가져오는 일곱가지 마음가짐
5. 걱정을 극복하기 위한 완벽한 방법
6. 비판을 걱정하지 않는 방법
7. 피로와 걱정을 막고 활력과 기운을 높여줄 6가지 방법
8. 행복과 성공을 얻을 수 있는 일
9. 금전적인 걱정을 줄이는 방법